# Sint Jorishof (Amsterdam)

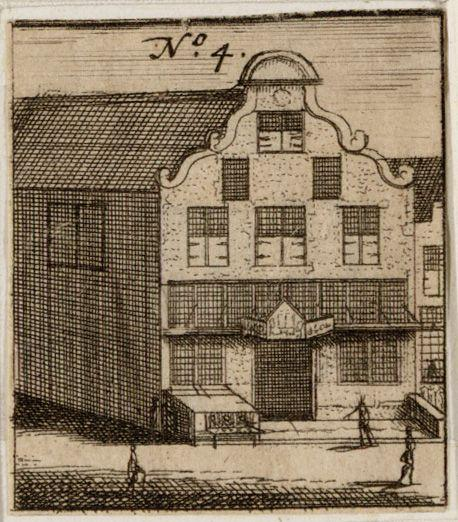
Het voormalige Kistenmakerspand op de hoek van de Kalverstraat en Olieslagerssteeg was oorspronkelijk de kapel van het Sint Jorishof. Ets door Jacobus Verheyden.

Het Sint Jorishof (oorspronkelijk Sint Jorisgasthuis) was het eerste leprozenhuis van Amsterdam. In dit middeleeuws gebouw werden lepralijders gehuisvest. Het hof lag aan de Kalverstraat, op de hoek met de Heiligeweg, tussen de Olieslagerssteeg en de toenmalige Sint Jorissteeg. Oorspronkelijk was deze locatie net buiten de stad.

## Geschiedenis
Het is niet zeker wanneer het Sint Jorisgasthuis gesticht werd. De oudst bekende vermelding dateert uit 1410. Na de stadsuitbreiding van 1480 kwam het gasthuis binnen de stadsmuren te liggen, en eind 15e eeuw werden de leprozen daarom verhuisd naar een gasthuis buiten de muren van de stad, het Leprozenhuis. Het Sint Jorisgasthuis werd hierna het Sint Jorishof genoemd en ging zich voornamelijk richten op de zorg voor armen en "onnozelen" (geestelijk gehandicapten). Hierna was het Sint Jorishof voornamelijk in gebruik als proveniershuis. De kapel van het Sint Jorishof werd in 1624 verbouwd en verhuurd aan de overlieden van het Sint Jozefsgilde van timmermannen. Dit gebouw aan Kalverstraat 183, het Kistenmakerspand genoemd, deed nog eeuwen dienst als gildehuis. Het maakt nu deel uit van gebouw waar tot 2014 Maison de Bonneterie gevestigd was.
Het bestuur van het Sint Jorishof bestond uit zeven regenten (vier mannen en drie vrouwen), die aangesteld werden door de burgemeesters van Amsterdam. Een van de regenten was ook lid van de vroedschap van de stad. De regenten waren prominente en rijke burgers van de stad die het zich konden veroorloven om het Sint Jorishof financieel te steunen, zoals admiraal Laurens Reael, Dirck Tulp en Jacob Cloeck, medeoprichter van de VOC.
Na de Alteratie in Amsterdam in 1578 nam de stad alle kloosters en kerken in beslag en werd het kloosterhof van het Sint-Paulusbroederklooster toegewezen aan het Sint Jorishof, dat zijn proveniers verhuisde van de Kalverstraat naar de huisjes rond het kloosterhof. Dit kloosterhof werd hierna Sint Jorishof genoemd. De regenten van het Sint Jorishof werden ook kerkmeesters van de Waalse Kerk, de voormalige kloosterkapel.
Begin 19e eeuw, tijdens de Franse tijd in Nederland, besloot de overheid om het Sint Jorishof op te heffen.